# Hafenbahn Halle-Trotha
| Baureihe 232 der CTHS auf den Gleisen der Hafenbahn (2012), inzwischen verkauft |                      |                                                             |                                                             |
| Streckenlänge: | 7,2 km               |                                                             |                                                             |
| Spurweite: | 1435 mm (Normalspur) |                                                             |                                                             |
| |                      |                                                             |                                                             |
| \| \| \| von Halberstadt \| \| \| \| \| Halle-Trotha \| \| \| \| \| nach Halle (Saale) Hauptbahnhof \| \| \| \| 0,7 \| Köthener Straße \| Köthener Straße \| \| \| 0,9 \| B 6 \| B 6 \| \| \| \| Anschluss Kraftwerksgelände (abgebaut, nur Reste erkennbar) \| \| \| \| \| Abzw. Saalekai \| \| \| \| \| Saalekai-Anlagen \| \| \| \| \| Abzw. Industriegelände \| \| \| \| \| Abzw. Hafenbecken (rechts) \| \| \| \| \| ehem. Abzw. Speicheranlagen Brachwitzer Str. \| \| \| \| \| Industriegelände \| \| \| \| \| Hafenbecken (rechts) und Getreidespeicher \| \| \| \| \| Container-Terminal und Hafenbecken (links) \| \| |                      |                                                             |                                                             |
| Strecke |                      | von Halberstadt                                             | von Halberstadt                                             |
| Bahnhof |                      | Halle-Trotha                                                | Halle-Trotha                                                |
| Abzweig geradeaus und nach links |                      | nach Halle (Saale) Hauptbahnhof                             | nach Halle (Saale) Hauptbahnhof                             |
| Bahnübergang | 0,7                  | Köthener Straße                                             | Köthener Straße                                             |
| Bahnübergang | 0,9                  | B 6                                                         | B 6                                                         |
| Abzweig geradeaus und ehemals nach rechts |                      | Anschluss Kraftwerksgelände (abgebaut, nur Reste erkennbar) | Anschluss Kraftwerksgelände (abgebaut, nur Reste erkennbar) |
| Abzweig geradeaus und nach links · Strecke von rechts |                      | Abzw. Saalekai                                              | Abzw. Saalekai                                              |
| Strecke · Betriebs-/Güterbahnhof Streckenende |                      | Saalekai-Anlagen                                            | Saalekai-Anlagen                                            |
| Abzweig geradeaus und nach links · Strecke von rechts |                      | Abzw. Industriegelände                                      | Abzw. Industriegelände                                      |
| Strecke von links · Abzweig geradeaus und nach rechts · Strecke |                      | Abzw. Hafenbecken (rechts)                                  | Abzw. Hafenbecken (rechts)                                  |
| Abzweig geradeaus und ehemals nach rechts · Strecke · Strecke |                      | ehem. Abzw. Speicheranlagen Brachwitzer Str.                | ehem. Abzw. Speicheranlagen Brachwitzer Str.                |
| Strecke · Strecke · Betriebs-/Güterbahnhof Streckenende |                      | Industriegelände                                            | Industriegelände                                            |
| Betriebs-/Güterbahnhof Streckenende · Strecke |                      | Hafenbecken (rechts) und Getreidespeicher                   | Hafenbecken (rechts) und Getreidespeicher                   |
| Betriebs-/Güterbahnhof Streckenende |                      | Container-Terminal und Hafenbecken (links)                  | Container-Terminal und Hafenbecken (links)                  |

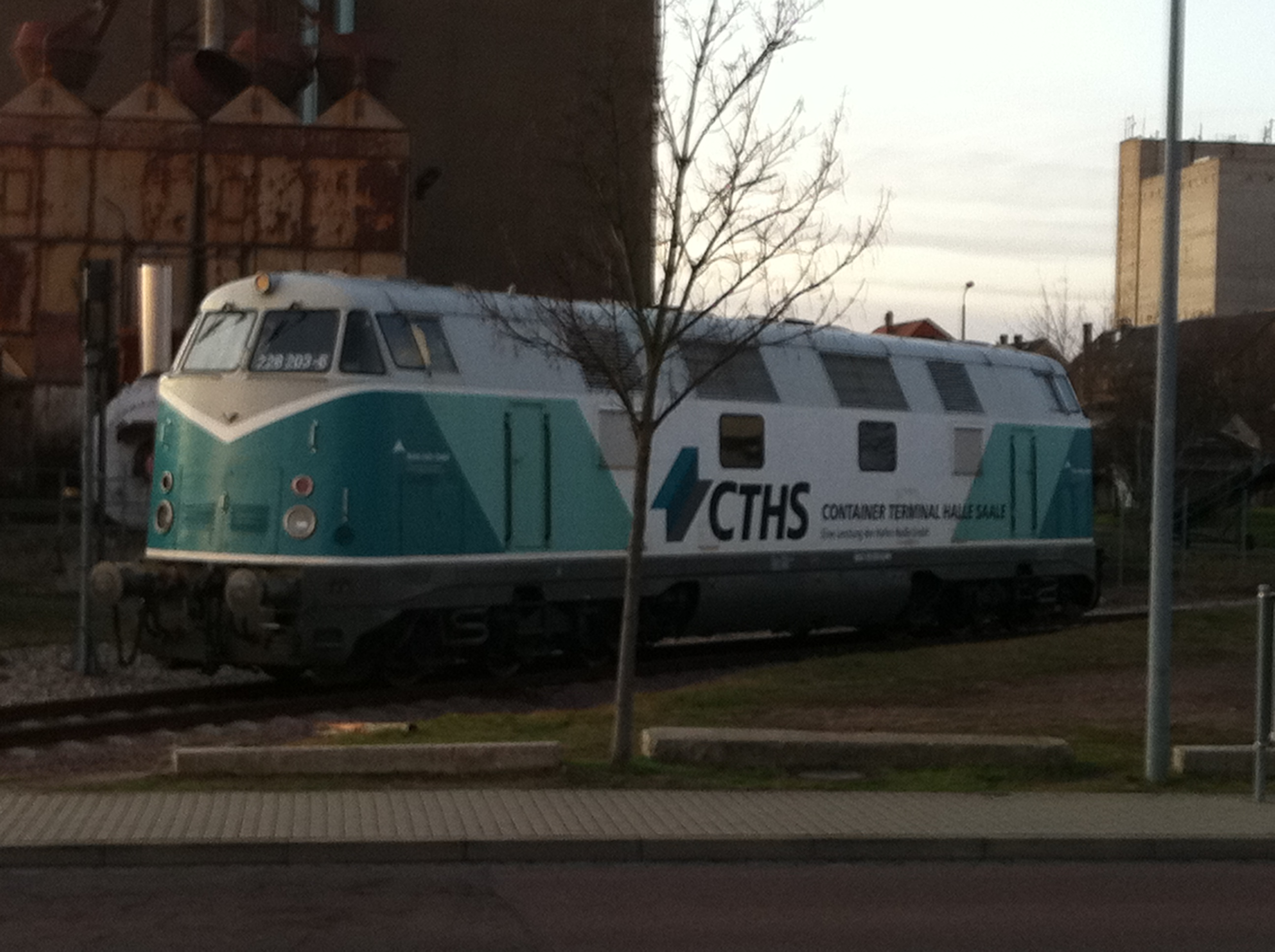
Lok 228 203 (V 180) der Hafenbahn (2012), inzwischen verkauft

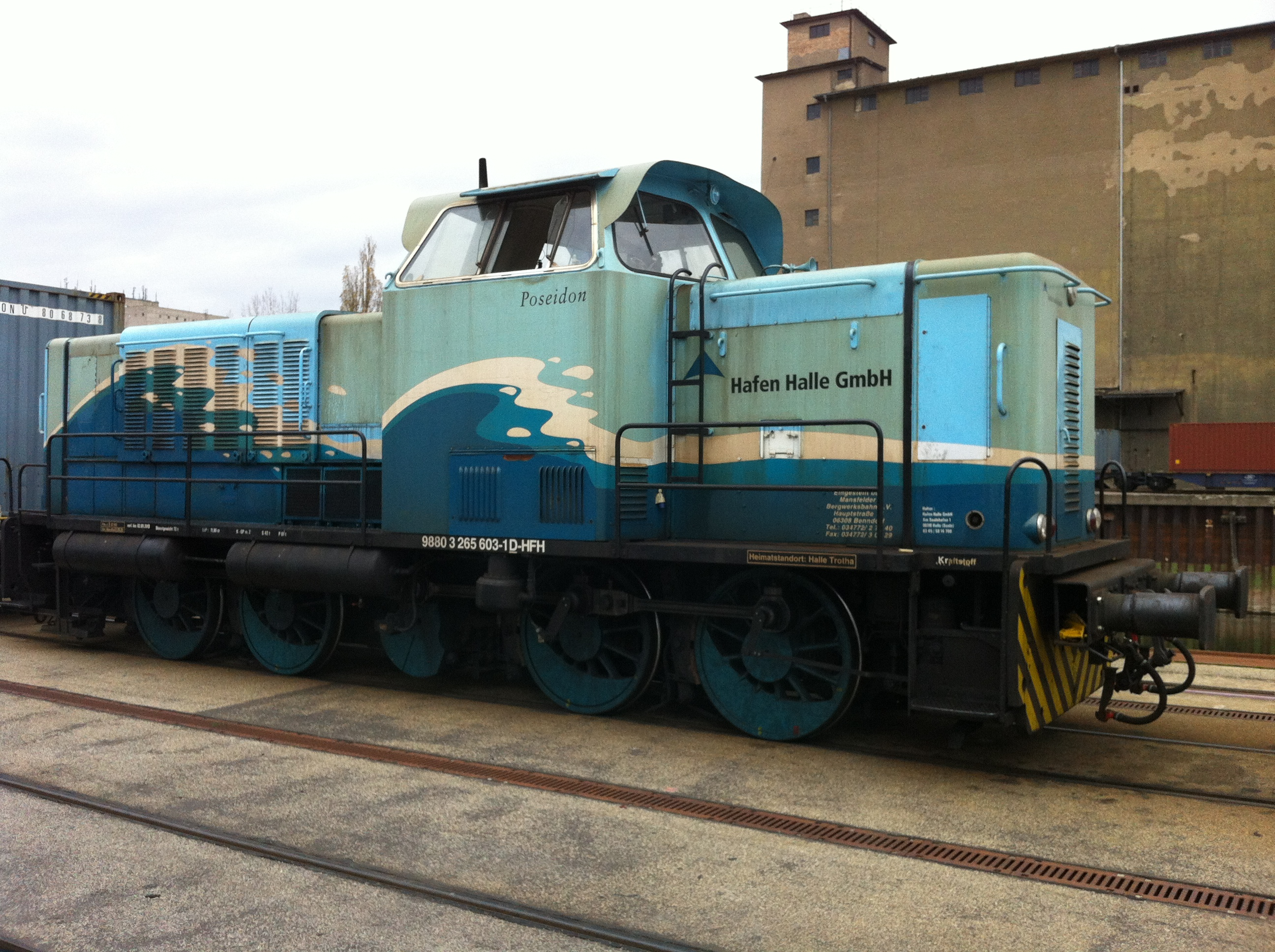
Lok des Typs MaK 1200 D der Hafenbahn (2012)

Die Hafenbahn Halle-Trotha verläuft im Stadtgebiet von Halle (Saale) und verbindet die Bahnstrecke Halle–Halberstadt der Deutschen Bahn am Bahnhof Halle-Trotha mit dem Hafen Halle und dem dortigen Güterverkehrszentrum bzw. dem Container-Terminal Halle (Saale). Die Hafenbahn erreicht die Kaianlagen rechts und links des Hafenbeckens, das Industriegelände, den Saalkai, das Container-Terminal Halle/Saale (CTHS) und mehrere Getreidespeicher. Weiterhin besteht dort ein Lokschuppen. Die immobilen Anlagen gehören der Stadtwerken Halle GmbH.

## Betrieb
Vom Containerterminal (CT) Halle/Saale wird der Hinterlandverkehr zu den Seehäfen Hamburg (Terminals Eurogate,  CTA und CTB) und Bremerhaven (CT1, CT2, CT3 und North Sea Terminal Bremerhaven – NTB) mit täglichen Ganzzugverbindungen durchgeführt. Außerdem gibt es eine wöchentliche Verbindung zum Hafen Rostock.

## Fahrzeuge
Zur Hafenbahn gehört eine MaK 1200 D (ehemals OHE), mit der unter anderem der Hafenbahnbetrieb erfolgt. Für den Streckendienst werden Mietlokomotiven, derzeit eine Class 66, genutzt. Ehemals im Eigentum befindliche Loks der DR-Baureihe V 15, der Baureihe 228 und der Baureihe 232 wurden verkauft.